# Ross Jennings
Ross William Jennings (Salisbury, 7 febbraio 1984) è un cantante britannico, fondatore e frontman del gruppo musicale progressive metal Haken.

## Biografia
Jennings è cresciuto nel borgo londinese di Sutton, imparando a suonare la chitarra durante il periodo scolastico. La sua prima esperienza musicale avviene con i Lost Child, ricoprendo il ruolo di chitarrista ritmico, per poi fondare nel 2005 i Redados, incidendo tre album tra il 2009 e il 2012.
Nel 2007 ha fondato gli Haken insieme ai chitarristi Richard Henshall e Matthew Marshall, entrambi amici di scuola. Il gruppo otterrà successivamente fama nella scena rock progressivo e progressive metal nel 2013 grazie al terzo album The Mountain, mantenendola inalterata con i successivi Affinity (2016) e il doppio concept sviluppato con gli album Vector e Virus. Parallelamente agli Haken, nel 2016 è entrato a far parte del gruppo progressive metal Novena, con i quali ha pubblicato l'EP Secondary Genesis nello stesso anno e l'album di debutto Eleventh Hour quattro anni più tardi.
Il 19 novembre 2021 Jennings ha pubblicato il suo primo album in qualità di artista solista, A Shadow of My Future Self, nel quale affronta sonorità più vicine al pop rock e alla forma canzone. Nel febbraio 2022 è stata invece la volta di Troika, album realizzato in collaborazione con gli statunitensi Nick D'Virgilio e Neal Morse.

## Discografia

### Da solista
Album in studio
- 2021 – A Shadow of My Future Self
- 2022 – Troika (con Nick D'Virgilio e Neal Morse)
- 2022 – Sophomore (con Nick D'Virgilio e Neal Morse)

Album dal vivo
- 2022 – Acoustic Shadows

### Con i Redados
- 2009 – Too Tired for Sleep
- 2010 – One Way Conversations
- 2012 – Turbo Torture: Train like Dogs... Ride like Gods

### Con gli Haken
- 2010 – Aquarius
- 2011 – Visions
- 2013 – The Mountain
- 2016 – Affinity
- 2018 – Vector
- 2020 – Virus
- 2023 – Fauna

### Con i Novena
- 2016 – Secondary Genesis (EP)
- 2020 – Eleventh Hour
- 2021 – Live from Home (EP)
- 2021 – The Stopped Clock (EP)

### Collaborazioni
- 2017 – Yossi Sassi & The Oriental Rock Orchestra – Reveal (da The Illusion of Choice)
- 2019 – Richard Henshall – Twisted Shadows (da The Cocoon)
- 2020 – Simen Sandnes feat. Ross Jennings, Filippo Rosati, Arzene, Thrailkill, Bringsli e Johan J. Bakken – All I Want for Christmas Is You
- 2021 – Scale the Summit – Daggers & Cloack (da Subjects)
- 2022 – Star One – Prescient (da Revel in Time)
- 2023 – Yossi Sassi & The Oriental Rock Orchestra – Armaros Fall (da Prediluvian)